# Tora Berger
Tora Berger (født 18. marts 1981 i Ringerike) er en norsk tidligere skiskytte, der har vundet en stribe VM- og OL-medaljer. 
Hun blev en del af det norske hold i 1999 og debuterede ved VM i 2005. Hun voksede op i bjergene ved Lesja, tæt ved Oppland og bor nu i Meråke i provinsen Nord-Trøndelag.
Hun er søster til langrendsløberen Lars Berger.

## Olympiske lege
Tora Berger deltog første gang ved de olympiske vinterlege i 2006 i Torino. Her deltog hun individuelt på fire forskellige distancer og blev nummer 13 i 15 km som bedste resultat. Hun var desuden med på Norges 4×5 km stafethold, der blev nummer fem.
Ved legene fire år senere i Vancouver deltog hun igen individuelt på fire distancer, og det blev foruden et par sekundære placeringer til en femteplads i jagtstart, en fjerdeplads som del af stafeholdet samt hendes første OL-guldmedalje på 15 km, hvor hun løb i næsthurtigste tid, men med blot en forbier var hurtig nok til at vinde med et forspring på lidt over 20 sekunder til kazakhstaneren Elena Khrustaleva. Berger vandt dermed Norges guldmedalje nummer 100 ved et vinter-OL; første gang en nation nåede denne guldhøst.
Vinter-OL 2014 i Sotji blev Bergers sidste OL og samtidig hendes resultatmæssigt bedste. Hun stillede op i to stafetløb og tre individuelle, hvilket indbragte hende en medalje af hver karat. I 15 km jagtstart blev hun nummer to efter at være startet som nummer ti. Hun løb i femtebedste tid og med blot en enkelt forbier kom hun i mål lidt over et halvt minut efter hviderusseren Darja Domratjeva, der vandt guld. Bergers sølv blev vundet med et forspring på blot knap fem sekunder til slovenske Teja Gregorin på en overraskende bronzeplads. Senere ved legene stillede hun op på det norske hold til den første mix-stafet, der nogensinde var på OL-priogrammet. Norge havde i denne disciplin vundet de tre forrige verdensmesterskaber i denne disciplin og var dermed storfavoritter. Nordmændene levede op til dette og vandt guld med et halvt minuts forspring til tjekkerne på andenpladsen og næsten et minut foran italienerne, der fik bronze. Berger satte standarden ved at løbe første tur i bedste tid, og skønt Tiril Eckhoff andenturen blev overhalet at den tjekkiske løber, hentede Ole Einar Bjørndalen føringen tilbage, som Emil Hegle Svendsen holdt fast i. Bergers bronzemedalje blev vundet i kvindernes stafet, hvor Ukraine lidt overraskende vandt guld, mens russerne kom ind på andenpladsen og de norske kvinder blev nummer tre. Senere i 2016 blev tre af de russiske løbere imidlertid diskvalificeret for doping, og holdet blev dermed frataget sølvmedaljerne. Dermed burde Norge blive rykket op på sølvmedaljepladsen, men sagen er pr. februar 2021 fortsat ikke endeligt afgjort.